# Fulgor Omegna
La Fulgor Omegna SRLSD è la principale società di pallacanestro della provincia del Verbano-Cusio-Ossola. Nella stagione 2024-2025 disputa il campionato di Serie B Nazionale.
Disputa le partite casalinghe a Gravellona Toce presso il palasport denominato Pala Cipir, che da novembre del 2023 ha preso il posto del PalaBattisti di Verbania. Fino alla stagione 2005-2006 la squadra utilizzava il PalaBagnella di Omegna, attuale sede degli allenamenti.

## Storia

### Le origini
Nel 1901 nasceva a Omegna, nell'oratorio maschile, la Giovine Omegna, circolo oratoriano che aveva come principi la cultura della vita sociale. Venne creata una sezione a carattere sportivo che prese il nome di Fulgor.
Verso il 1938 alcuni ragazzi cominciarono a praticare lo sport della palla al cesto in un campo di terra battuta.

### I primi anni dalla fondazione
Nel 1953 il consiglio della Giovine Omegna decise la fondazione della "'Pallacanestro Fulgor'". Si iniziò a giocare all'interno dell'oratorio del Sacro Cuore di Omegna, dove si costruì il rettangolo di gioco. L'iscrizione al primo campionato della Fulgor Basket vide la partecipazione di molti ragazzi della città, che conquistarono il primo posto in Prima Divisione.
Nella seconda stagione in Promozione (1957) arriva la promozione in serie C.

### La cavalcata in Serie A
Con la promozione in serie C, s'imponeva la ricerca di un sostegno finanziario, a cui rispose la ditta Alessi.
Venne chiamato il migliore allenatore esistente, Enrico Garbosi, il quale allenava allo stesso tempo la Ignis Varese. Vincendo la serie C, la Fulgor sale in serie B, dove il primo anno conquista il terzo posto. Al termine della stagione 1961-62 la Fulgor riesce a centrare la promozione in serie A. Nel campionato di Serie A 1962-63 la Fulgor chiude all'ottavo posto. Nel settembre 1963 la Fulgor si ritrovava però nell'impossibilità di iscrivere la squadra, poiché non disponeva di una propria palestra per le partite casalinghe.

### Ripresa delle attività
La Fulgor tornò a vivere nel 1978, grazie alla costruzione del nuovo centro sportivo di Bagnella. Dopo alcune stagioni in Promozione, la Fulgor conquistò la Serie D nel 1982-83. Dieci anni più tardi, con in panchina l'ex giocatore Michele Burlotto, avviene la promozione in Serie C regionale.
Dal 1994-95, con la nuova suddivisione dei campionati, la Fulgor è in Serie C1. La squadra si salva, ma al termine della stagione il proprietario Pastore è costretto a lasciare, e la Fulgor è costretta a rinunciare alla categoria, iscrivendosi al campionato di Serie D per la stagione 1995-96. La squadra, composta principalmente da giocatori giovani cresciuti nel vivaio, sfiora a sorpresa la promozione in C2 (2^ nel girone, sconfitta di 2 punti nello spareggio) ma a fine stagione per motivi economici la società decide di rinunciare all'iscrizione al campionato. Nel 1996-97 la Fulgor riparte infatti dal settore giovanile.

### Progetto Basket
Nella stagione 1998/99 la Fulgor viene iscritta al campionato di Promozione, con il progetto della nuova rinascita che ha come base il "Progetto Basket", riportare la società al livello del suo glorioso passato. La rosa, composta da molti ragazzi delle giovanili, vince il campionato e viene promossa in Serie D.
Nel 1999-00 la Fulgor centra la Serie C2 e nella stagione successiva 00-01 sale in Serie C1. Ancora una promozione immediata nel 2001-02: la squadra di Omegna sale in Serie B2. Mantiene la categoria fino al 2005-06: alla fine della stagione è promossa in Serie B1.
La Serie B1 2006-07 vede la Fulgor chiudere all'ottavo posto nella stagione regolare, seguito però dalla sconfitta al primo turno dei play-off contro Brindisi.

### Paffoni Fulgor Basket
Torino-Omegna 52-57

Zerouno Torino: Defant 15, Conti 12, Tassinari 8, Portannese 7, Giusto 3, Giadini 3, Parente 2, Fontecchio 2, Fiore n.e. Masper n.e. All.: Faina.

Nell'estate del 2007 i due main sponsor dichiarano di non poter garantire la copertura economica. I tifosi per non rivivere l'incubo vissuto nel 1963, tramite un azionariato popolare riescono a raccogliere oltre 30.000€. 
Ugo Paffoni, imprenditore locale nel settore delle rubinetterie, vedendo la grande passione dei tifosi omegnesi decide di portare i capitali necessari per salvare la squadra.
Parte così la stagione 2007-08 che si conclude con la Fulgor al 9º posto in stagione regolare; non potendo quindi accedere ai play-off si gioca la permanenza in categoria contro Asti, vincendo la serie 2-1. Perde in semifinale di Coppa Italia contro Trapani.
Nella nuova Serie A Dilettanti FIP 2008-2009 Omegna chiude al quinto posto, perdendo al primo turno dei play-off contro l'Casalpusterlengo. 
Nella stagione2009-10 vengono ingaggiati validi giocatori come: Carra e Picazio, guidati dal nuovo coach Andrea Zanchi che pochi mesi prima aveva eliminato proprio i rossoverdi. Il campionato viene chiuso al quarto posto, perdendo ancora una volta ai play-off (in semifinale) contro Forlì.
Nella stagione 2011/2012 vince per la prima volta nella sua storia la Coppa Italia DNA, sconfiggendo in finale Torino 57-52. Alla fine della Regular Season consolida il primo posto in solitaria con record di 30-4. Nei Playoffs viene eliminata in semifinale da Ferentino per 0-2.

Omegna-Cento 55-51

Paffoni Omegna: Simoncelli 15, Dip 11, Benedusi 7, Torgano 5, Fratto 5, Bruni 5, Villa 3, Arrigoni 2, Di Pizzo 2, Brigato n.e. Ramenghi n.e. Guala n.e. All.: Ghizzinardi.

Con il quinto posto nella stagione 2012-2013 manca l'accesso ai play-off ma si conquista un posto nella nuova Divisione Nazionale A Silver.
La stagione 2013/14 vede i primi nuovi arrivi extracomunitari nella propria storia, vengono ingaggiati lo statunitense Mike James e il canadese Jevhon Sheperd. La squadra arriva quarta uscendo però ai quarti di finale playoff contro Casalpusterlengo.
La stagione 2015/2016 è stata caratterizzata soprattutto dagli infortuni che si susseguono durante i play-out dove la Fulgor dopo aver perso la prima serie con Jesi per 3-2, si trova a dover battere Roma che però prevarrà per 3-0.

Omegna-Cesena 81-72

Paffoni Omegna: Arrigoni 12, Bruno 5, Grande 15, Balanzoni 10, D'Alessandro 9, Samoggia 9, Cantone 8, Scali 13, Gueye, Ramenghi n.e. Guala n.e. Bovio n.e. All.: Ghizzinardi.

Stagione 2016/2017 Serie B, la squadra viene cambiata radicalmente e la società si impone come obbiettivo i play-off. Come allenatore viene ingaggiato un ottimo conoscitore della categoria come Marcello Ghizzinardi, proveniente dall'Urania Milano, mentre del roster della stagione precedente rimane solo Gurini. Vengono presi giocatori esperti dall'A2 come Simoncelli da Derthona e il centro Corral da Verona, a cui si aggiungono giovani interessanti come: Gasparin, Arrigoni, Fratto e l'under Villa. La Regular Season viene chiusa al secondo posto con 19-11 di cui 12 vittorie in casa.
Manca l'accesso alle final four perdendo 0-3 in finale Playoff contro Orzinuovi.
La stagione 2017/2018 vede la Fulgor vincere per la prima volta nella la Coppa Italia LNP di Serie B, sconfiggendo in finale Cento 55-51. La regular season viene chiusa con 25-5 di cui 15 su 15 tra le mura di casa senza subire sconfitte. Nei play off viene battuta Desio per 2-1, in semifinale Crema per 3-0. In finale viene sconfitta da Piacenza
La stagione 2018/2019 rivede la Fulgor vincere per la seconda volta consecutiva la Coppa Italia LNP di Serie B, vincendo in finale contro la Tigers Cesena guidata dall'ex coach Giampaolo Di Lorenzo. La regular season viene chiusa al primo posto. Ne play off viene di nuovo sconfitta in finale, questa volta dall'Urania Milano arrivando a giocarsi le final four a gara 5.
La stagione 2019/2020 della Fulgor Paffoni Omegna Basket è stata interrotta dalla pandemia di COVID-19. Fino a quel momento, la squadra, allenata da Marco Gandini, stava disputando un buon campionato nel girone A di Serie B, posizionandosi nelle zone alte della classifica e mostrando un buon rendimento. Tra i giocatori di punta c'era Stefano Danna.
Purtroppo, il campionato è stato sospeso a marzo 2020 e successivamente annullato senza assegnare promozioni o retrocessioni. La stagione è quindi rimasta incompleta e la Fulgor Omegna non ha potuto lottare per i playoff o per la promozione. La squadra ha dovuto adattarsi a questa situazione eccezionale, cercando di pianificare il futuro in un contesto incerto.
La stagione 2020/2021 della Fulgor Paffoni Omegna Basket è stata influenzata dalla pandemia di COVID-19, ma la squadra, allenata da Marco Gandini, ha continuato a competere bene nel campionato di Serie B. Nonostante le difficoltà, tra cui le partite a porte chiuse e le pause per il COVID, Omegna ha mantenuto una posizione solida in zona playoff, con giocatori come Stefano Danna e Luca Sirino protagonisti. La stagione si è conclusa con un bilancio positivo, anche se la squadra non è riuscita a raggiungere le finali

## Roster 2024-2025
Aggiornato al 13/04/2025
| Fulgor Omegna | Fulgor Omegna |
| Giocatori     | Staff tecnico |
| ------------- | ------------- |

| N. | Naz.                                  | Ruolo | Nome                      | Anno | Alt.   | Peso   |  |
| -- | ------------------------------------- | ----- | ------------------------- | ---- | ------ | ------ |  |
| 1  | Italia (bandiera)                     | G     | Saverio Mazzantini        | 1995 | 195 cm | 93 kg  |  |
| 14 | Italia (bandiera)                     | C     | Jacopo Balanzoni (C)      | 1993 | 205 cm | 105 kg |  |
| 8  | Italia (bandiera)                     | P     | Francesco Paolin          | 1995 | 191 cm | 85 kg  |  |
| 10 | Italia (bandiera)                     | G     | Matteo Maruca             | 1997 | 186 cm | 80 kg  |  |
| 11 | Italia (bandiera)                     | A     | Massimiliano Ferraro      | 1998 | 198 cm | 90 kg  |  |
| 12 | Italia (bandiera)                     | P     | Matteo Corgnati           | 2004 | 189 cm | 90 kg  |  |
| 15 | Serbia (bandiera) · Italia (bandiera) | C     | Arsenije Stepanovic       | 2000 | 204 cm | 102 kg |  |
| 22 | Lettonia (bandiera)                   | G     | Andris Misters            | 1992 | 194 cm | 90 kg  |  |
| 7  | Italia (bandiera)                     | A     | Martino Forte             | 2006 | 191 cm | 91 kg  |  |
| 4  | Italia (bandiera)                     | P     | Tommaso Saverio Bellarosa | 2005 | 188 cm | 80 kg  |  |
| 24 | Ucraina (bandiera)                    | A     | Vitalii Kuznetsov         | 2005 | 205 cm | 100 kg |  |

| Allenatore                                                                       |
| - Riccardo Eliantonio                                                            |
| Assistente/i                                                                     |
| - Francesco Petricca Legenda - (C) Capitano - (IN) Inattivo - Infortunato Roster |

## Palmarès
- Coppa Italia LNP: 1

2011-12;
- Coppa Italia LNP di Serie B: 2

2017-18, 2018-19

## Tifoseria
La tifoseria omegnese vanta una calda partecipazione durante le partite casalinghe e anche nelle trasferte. 
Dal gennaio 2016, la curva omegnese è intitolata a Matteo Bertolazzi, giocatore prematuramente scomparso nel 2013.

### Gemellaggi
La curva omegnese è in buoni rapporti con Vigevano.

### Rivalità
La rivalità più sentita dai tifosi più longevi è quella contro Borgomanero, Michelin Torino, Torino, Domodossola e Casale Monferrato. 
Negli anni della salita in Serie A dilettanti nasce la rivalità contro Castelletto sopra Ticino, con cui si sono registrati anche alcuni scontri. 
Le partite contro Treviglio e Borgosesia vengono denominate "Derby dei Rubinetti" per via delle sponsorizzazioni.

## Sponsor
- 1957-58: Alfra
- 1962-63: Alessi
- 1984-85: Cisal - Libby
- 1991-92: Magazzini Maya
- 2001-02: Cipir
- 2002-03: Cipir-Altea
- 2003-04: Altea
- 2006-07: Banca Popolare di Intra / Rubinetterie La Torre
- 2007-oggi: Rubinetterie Paffoni

## Presidenti
- 1954-1955:  Franco Quaretta
- 1955-1957:  Guido Alberganti
- 1957-1963:  Giorgio Lapidari
- 1978-1979:  Giampiero Cerutti
- 1979-1980:  Guido Alberganti
- 1980-1981:  Oreste Pastore
- 1981-1982:  Guido Alberganti
- 1982-1991:  Oreste Pastore
- 1991-1992:  Dario Vercelli
- 1992-1996:  Oreste Pastore
- 1996-2007:  Egidio Motetta
- 2007-2019:  Ugo Paffoni
- 2019-2020:  Marco Padulazzi
- 2020-    :  Angelo Nigro

## Allenatori
- 1954-1957:  Giorgio Garibaldi
- 1957-1961:  Enrico Garbosi
- 1961-1963:  Walter Bernardis
- 1979-1984:  Adriano Rusconi
- 1984-1985:  Emilio Gabutti
- 1985-1988:  Roberto Rattazzi sostituito da  Luigi Prolitti
- 1988-1989:  Bruno Bogani sostituito da  Roberto Merlo
- 1989-1990:  Emilio Gabutti sostituito da  Roberto Merlo
- 1990-1991:  Roberto Merlo
- 1991-1992:  Claudio Schena
- 1992-1994:  Michele Burlotto sostituito da  Luigi Prolitti
- 1995-1996:  Giorgio Finocchio
- 1998-1999:  Lele Facchin
- 2000-2003:  Giorgio Martinelli sostituito da  Paolo Garetto
- 2003-2004:  Paolo Garetto sostituito da  Franco Passera
- 2004-2006:  Alessandro Crotti
- 2006-2007:  Guglielmo Roggiani
- 2007-2008:  Roberto Russo
- 2008-2009:  Andrea Da Prato
- 2009-2011:  Andrea Zanchi
- 2011-2014:  Giampaolo Di Lorenzo
- 2014-2016:  Alessandro Magro sostituito da  Filippo Faina
- 2016-2019:  Marcello Ghizzinardi
- 2019-2020:  Giorgio Salvemini
- 2020-2021:  Marco Andreazza
- 2021-2022:  Flavio Fioretti
- 2022-2023:  Daniele Quilici
- 2023-2024:  Ugo Ducarello  sostituito da  Riccardo Eliantonio
- 2024- :  Riccardo Eliantonio

## Curiosità
- I primi anni la Fulgor utilizzava i colori  rosso neri che erano adottati da molte altre società sportive omegnesi tra cui l'Omegna Calcio 1906.
- Il miglior scarto che la squadra ha fatto nella sua storia è stato nella stagione 82/83 nel campionato di Promozione, 162-67 ai danni di Pernate.
- Nella stagione 2013/2014 la dirigenza riuscì ad ingaggiare il primo americano della sua storia, Mike James che chiuse la stagione con 28 presenze e 658 punti realizzati, tre anni dopo conquisterà con il Panathinaikos, un campionato greco e una Supercoppa, andando poi a giocare in NBA per i Phoenix Suns.
- La società collabora molto con l'associazione sportiva disabili G.S.H. Sempione 82, il cui fondatore Angelo Petrulli era un tifosissimo della Fulgor.
- I tifosi omegnesi nell'estate del 2007, per iscrivere la società al campionato di Serie B, raccolsero 30.000 €.